# Zuzana Fialová
Zuzana Fialová (* 17. května 1974, Bratislava, Slovensko) je slovenská herečka a režisérka, členka činohry Slovenského národního divadla, dcera slovenského horolezce Ivana Fialy.

## Životopis
Ukončila hudebně-dramatický obor na Konzervatoři v Bratislavě a v roce 1998 herectví na činoherní fakultě VŠMU. Momentálně se připravuje na doktorandské studium. Je rozvedená a má syna Davida (* 1997).
V lednu 2011 byla zraněna při teroristickém útoku na moskevském letišti Domodědovo. Doprovázel ji kolega Ľuboš Kostelný.

## Ocenění
- Talent 2003
- nominace v České republice na cenu Alfréda Radoka
- nominace na slovenskou divadelní cenu DOSKY 2004 na přehlídce Divadelní Nitra
- Cena Literárního fondu za postavu Fatimy
- nominace na českou cenu Talent 2003

## Filmografie (výběr)
- 1994 Vášnivé známosti (Julia Brenford v povídce Velmi příjemný život – anglicky: A Very Pleasant Life)
- 2001 Babí léto
- 2003 Zůstane to mezi námi (zpěvákova přítelkyně)
- 2006 Pravidla lži
- 2007 Obsluhoval jsem anglického krále
- 2008 Jahodové víno (polsky Wino truskawkowe)
- 2010 Kriminálka Staré Město (Zuzana Krauzová)
- 2011 Lidice
- 2011 Tajemství staré bambitky
- 2012 Dozvuky (polsky Pokłosie)
- 2013 Kriminálka Staré Město II (Zuzana Krauzová)
- 2017 Čiara
- 2020 Modelář

## Inscenace SND
- Tančiareň (Otila Nivská)
- Veľké šťastie (Lucette)
- Tak sa na mňa prilepila (Eva)
- Hypermarket (Araminta)
- Stratégie a rozmary (Žena)
- Valčík náhody

## Režie
- 2001 Vabank (TV seriál)
- 1996 Rande